# Флин-ле-Раш
Флин-ле-Раш (фр. Flines-lez-Raches) — коммуна во Франции, регион О-де-Франс, департамент Нор, кантон Орши. Расположена в 11 км к северо-востоку от Дуэ и 25 км к югу от Лилля, в 8 км от автомагистрали А21 "Рокада Миньер" и в 7 км от автомагистрали А23.
Население (2017) — 5 570 человек.

## Достопримечательности
- Церковь Святого Михаила XI-XIX веков, преимущественно романского стиля, памятник истории
- Церковь Нотр-Дам
- Парк и озеро Флин, часть территории бывшего аббатства Флин

## Экономика
Структура занятости населения:
- сельское хозяйство — 2,1 %
- промышленность — 24,8 %
- строительство — 7,7 %
- торговля, транспорт и сфера услуг — 37,1 %
- государственные и муниципальные службы — 28,3 %

Уровень безработицы (2017) — 10,0 % (Франция в целом — 12,8 %, департамент Нор — 17,2 %). 

Среднегодовой доход на 1 человека, евро (2017) — 22 170 (Франция в целом — 25 140, департамент Нор — 18 575).

## Демография
Динамика численности населения, чел.

## Администрация
Пост мэра Флин-ле-Раша с 2011 года занимает Анни Гупиль-Дереньокур (Annie Goupil-Deregnaucourt). На муниципальных выборах 2020 года возглавляемый ею левый список одержал победу в 1-м туре, получив 65,34 % голосов.
| Период | Период | Фамилия                | Партия                                | Примечания |
| ------ | ------ | ---------------------- | ------------------------------------- | ---------- |
| 1971   | 1999   | Даниэль Энно           | Коммунистическая партия               |            |
| 1999   | 2011   | Даниэль Лемер          | Коммунистическая партия               |            |
| 2011   |        | Анни Гупиль-Дереньокур | Коммунистическая партия, Разные левые |            |

## Галерея

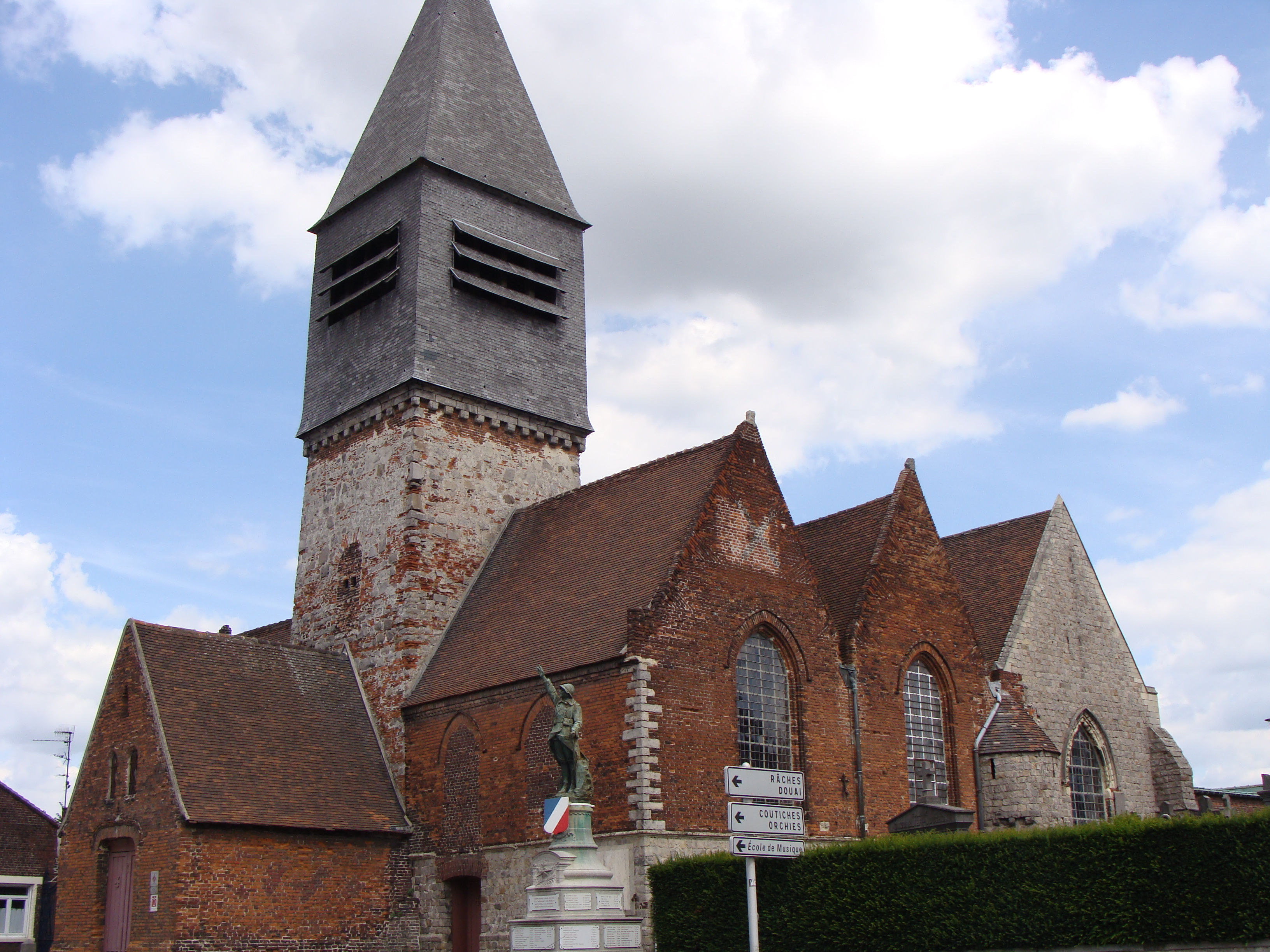
Церковь Святого Михаила
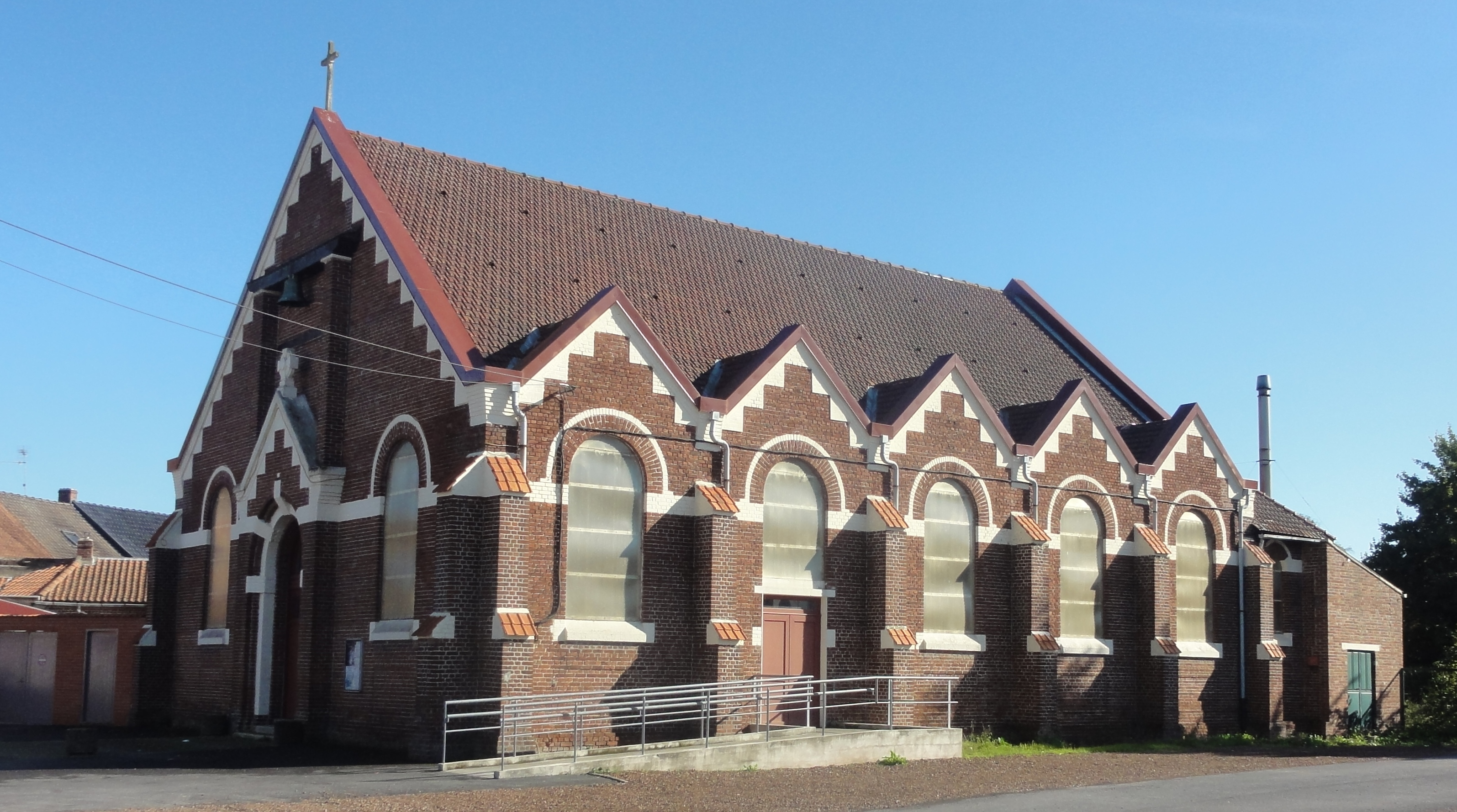
Церковь Нотр-Дам
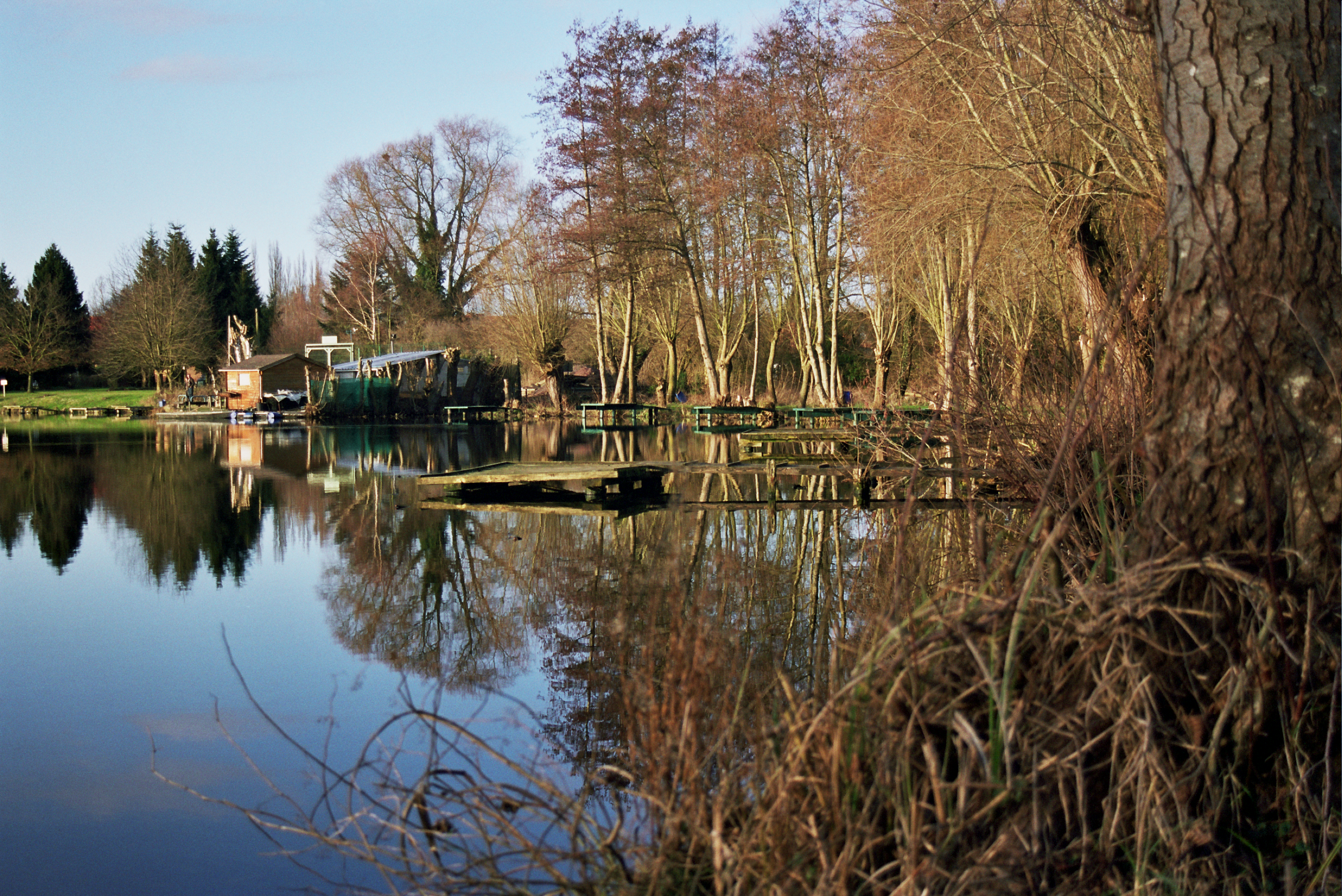
Озеро Флин

1. 1 2  база данных о французских коммунах — Национальный географический институт Франции, 2015.